# Michel Butor
Michel Butor (Mons-en-Barœul, 1926. szeptember 14. – Contamine-sur-Arve, 2016. augusztus 24.) francia író. Legismertebb műve a Módosulás (1957), amelyben végig magázza az olvasót.

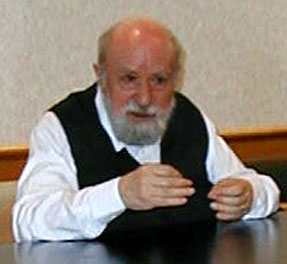
Michel Butor 2006-ban

## Élete és munkássága
Michel Marie François Butor 1926. szeptember 14-én született Mons-en-Baroeul-ban, Franciaországban. Filozófiai tanulmányait a párizsi Sorbonne egyetemen végezte, ahonnan 1947-ben szerezte meg a diplomát. Ezután tanított Egyiptomban, az angliai Manchesterben, Szalonikiban, az USA-ban, és Genfben is. Műveivel számos irodalmi díjat nyert, többek között Apolló díjat, Fénéon díjat és Renaudot díjat.
Az újságírók és a kritikusok Butor regényeit a francia nouveau roman-hoz sorolták, bár maga Butor ez ellen mindig tiltakozott (jogosan). Ennek a besorolásnak legfőbb alapját az szolgáltatta, hogy, ahogyan a nouveau roman írói, Butor is empirikus írónak számított és korai munkái tényleg a regények hagyományos írói eszközeivel készültek. Módosulás (La Modification) című regényében, például, az olvasó válik a regény főhősévé, akit mindvégig magáz.
Már több évtizede, más műfajokban is ír, esszékét, verseket és olyan, nehezen meghatározható, művész könyveket, mint a „Mobil”. Kedvenc témái az irodalom, a festészet és az utazás. Írásának egyik lenyűgöző jellemzője a szimmetria szigorú kombinálása, amely Roland Barthes csodálatát is kivívta, és akit ezért a strukturalizmus megtestesítőjének nevezett. Ezen kívül lírikussága közelebb áll Baudelaire-hez, mint Robbe-Grillet-hez.

## Művei

### Regények
- Passage de Milan (1954)
- L'emploi du temps (1956)
- Módosulás (La Modification) (1957)
- Degrés (1960)

### Kritikák
- Histoire extraordinaire: essai sur un rêve de Baudelaire (1961)
- A szavak a festészetben (Les mots dans la peinture) (1969)
- Improvisations sur Flaubert (1984)
- Improvisations sur Michel Butor: L'écriture en transformation (1993)
- L'utilité poétique (1995)
- Quant au livre: Triptyque en l'honneur de Gauguin (2000)

### Esszék
- Répertoires [1-től 5-ig] (1960-1982)

### Egyéb
- Le Génie de lieu (1958)
- Mobile : tanulmány az USA bemutatásához (1962)
- Portrait de l'artiste en jeune singe (1967)
- A velencei Szent Márk leírása (útleirás) (1968)
- Niagara (1969)
- Matière de rêves (1975-1985)
- Retour du boomerang (1988)
- L'embarquement de la reine de Saba (1989)
- Transit A, Transit B (1992)

## Magyarul
- A velencei Szent Márk leírása; ford. Réz Pál; Európa, Bp., 1968
- Irodalom, fül és szem. Válogatott tanulmányok; vál. Réz Pál, ford. Fogarassy Miklós, Révfy Tivadar, Vajda András, utószó Fogarassy Miklós; Európa, Bp., 1971 (Modern könyvtár)
- A szavak a festészetben; ford. Hoffer János; Corvina, Bp., 1986 (Imago)
- Módosulás. Regény; ford. Szathmári Éva; Noran, Bp., 1997
- Különös történet. Esszé Baudelaire egyik álmáról; ford. Lóránt Zsuzsa; Alexandra, Pécs, 2008 (Szignatúra könyvek)